# Panora
Panora é uma cidade localizada no estado americano de Iowa, no Condado de Guthrie.

## Demografia
Segundo o censo americano de 2000, a sua população era de 1175 habitantes.
Em 2006, foi estimada uma população de 1187, um aumento de 12 (1.0%).

## Geografia
De acordo com o United States Census Bureau tem uma área de
4,7 km², dos quais 4,7 km² cobertos por terra e 0,0 km² cobertos por água. Panora localiza-se a aproximadamente 328 m acima do nível do mar.

## Localidades na vizinhança
O diagrama seguinte representa as localidades num raio de 20 km ao redor de Panora.